# 蘇乞兒 (電視劇)
《蘇乞兒》是香港電視廣播有限公司拍攝製作的清裝武打電視劇，全劇共20集，監製伍潤泉。
此劇由當年兩代力捧小生周潤發、劉德華領銜主演。是一部情義交織、愛恨糾纏的清裝武打劇。
主題曲《忘盡心中情》主要是由顧嘉煇兼任作、編曲，黃霑填詞；葉振棠主唱。

## 演員表
- 周潤發 飾 蘇燦
- 劉德華 飾 萬鐵豪
- 苗僑偉 飾 馬坤
- 米　雪 飾 蕭玲
- 陳秀珠 飾 陳盈盈
- 劉雅麗 飾 鄺慕男
- 馮志豐 飾 陳初三
- 劉兆銘 飾 蕭毅
- 何貴林 飾 鄧卓然
- 劉　江 飾 泉伯
- 龍天生 飾 駿傑
- 石　堅 飾 蘇松軒
- 吳業光 飾 蘇柏軒
- 白文彪 飾 萬英傑
- 陳狄克 飾 萬鐵柱

## 影碟發行
以下所有影碟發行均由電視廣播(國際)有限公司授權：
香港發行代理商現代音像(國際)有限公司於2001年推出發行了《蘇乞兒》VCD影碟零售版本，此影碟將已播放的集數並製作成11隻碟作為片段完整及無刪剪版本，每隻碟跟電視劇的每集片長約60分鐘一樣，設有粵語及國語發音版本並配上繁體中文字幕；此影碟於2012年由華娛有限公司取代舊發行代理商重新發行。
台灣發行代理商弘音多媒體科技股份有限公司於2007年推出發行了《蘇乞兒》DVD影碟零售版本，此影碟燒錄VCD香港版的11隻碟作為集數，共3隻碟，設有粵語及國語發音版本並配上非隱藏繁體中文字幕。

## 電視節目的變遷
| 英屬香港無綫電視翡翠台 星期一至五 19:05–20:00 | 英屬香港無綫電視翡翠台 星期一至五 19:05–20:00 | 英屬香港無綫電視翡翠台 星期一至五 19:05–20:00 |
| --------------------------------------------- | --------------------------------------------- | --------------------------------------------- |
|                                               | 蘇乞兒 (1982年9月27日–1982年10月22日)         |                                               |
| 郎歸晚 (1982年9月13日-1982年9月24日)          | 愛情安哥 (1982年10月25日-1982年11月19日)      |                                               |